# Somos (serie televisiva)
Somos è una serie televisiva messicana del 2021.